# Mathias Autret
Mathias Autret (Morlaix, 1º marzo 1991) è un calciatore francese, centrocampista del Saint-Pierre de Milizac.

## Carriera

### Club
Ha giocato nella prima e nella seconda divisione francese.

### Nazionale
Ha giocato nella nazionale francese Under-19.

## Palmarès

### Individuale
- Capocannoniere della Coupe de la Ligue: 1

2018-2019 (2 reti, alla pari con altri 15 giocatori)